# Alte Pfarrkirche Marchtrenk

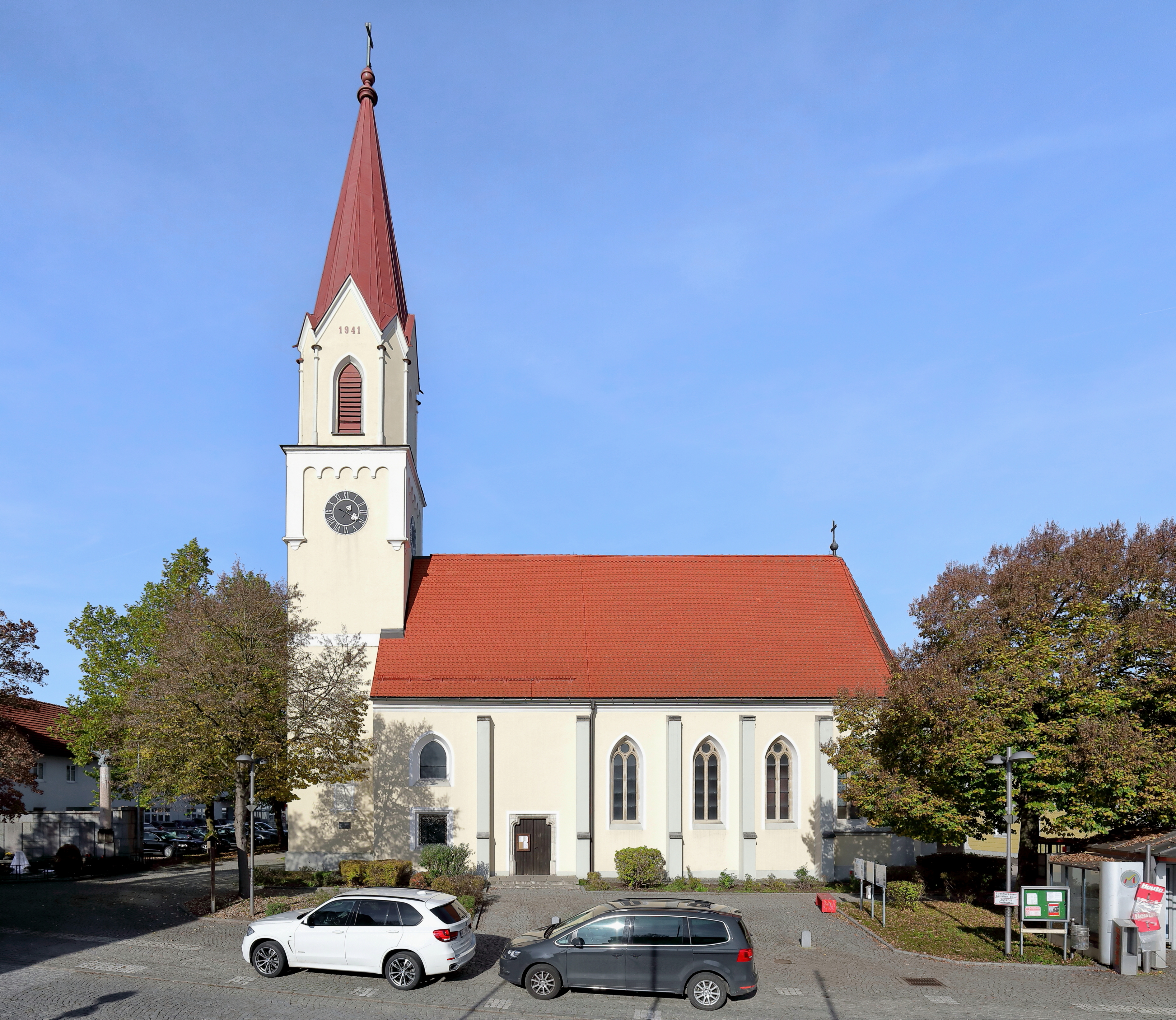
Südansicht der ehemaligen Pfarrkirche und jetzige Friedhofskirche

Die römisch-katholische Alte Pfarrkirche Marchtrenk (auch: Friedhofskirche Marchtrenk) steht in der Gemeinde Marchtrenk im Bezirk Wels-Land in Oberösterreich. Sie ist dem heiligen Stephanus geweiht und gehört zur Pfarre Marchtrenk im Dekanat Wels in der Diözese Linz. Das Bauwerk und die ehemalige Friedhofsanlage stehen unter Denkmalschutz (Listeneintrag).

## Geschichte
Marchtrenk wird 1299 im Stiftsurbar von Kremsmünster erstmals urkundlich erwähnt. Die gotische, einschiffige Kirche wurde Ende des 15. Jahrhunderts errichtet. 1784 wird Marchtrenk im Zuge der Josephinischen Reformen eine eigenständige Pfarre, nachdem sie zuvor zur Pfarre Hörsching gehörte. Die Pfarre umfasst neben dem Pfarrort selbst die Ortschaften Au, Kappern, Leithen, In der Haide, Oberneufahrn, Oberperwend. Unterhardt kam durch Tausch gegen Häuser in Schafwiesen von der Vorstadt-Pfarre Wels später dazu. Nach einem Blitzschlag 1846 mit anschließendem Brand wurde der Kirchturm wieder instand gesetzt und erhielt seine heutige Form. Im Jahr 1881 erfolgte eine Erweiterung und ein Umbau der Kirche, unter anderem wurde dabei der Chor beziehungsweise das Langhaus um vier Klafter erweitert und eine neue Sakristei angebaut. Nachdem die Kirche in den 1950er Jahren zu klein wurde, wurde Anfang der 1970er Jahre ein neues Pfarrzentrum mit Pfarrkirche auf der gegenüberliegenden Seite der Bundesstraße errichtet. Die alte Pfarrkirche blieb jedoch bestehen und wird seither als Friedhofskirche genutzt.

## Baubeschreibung

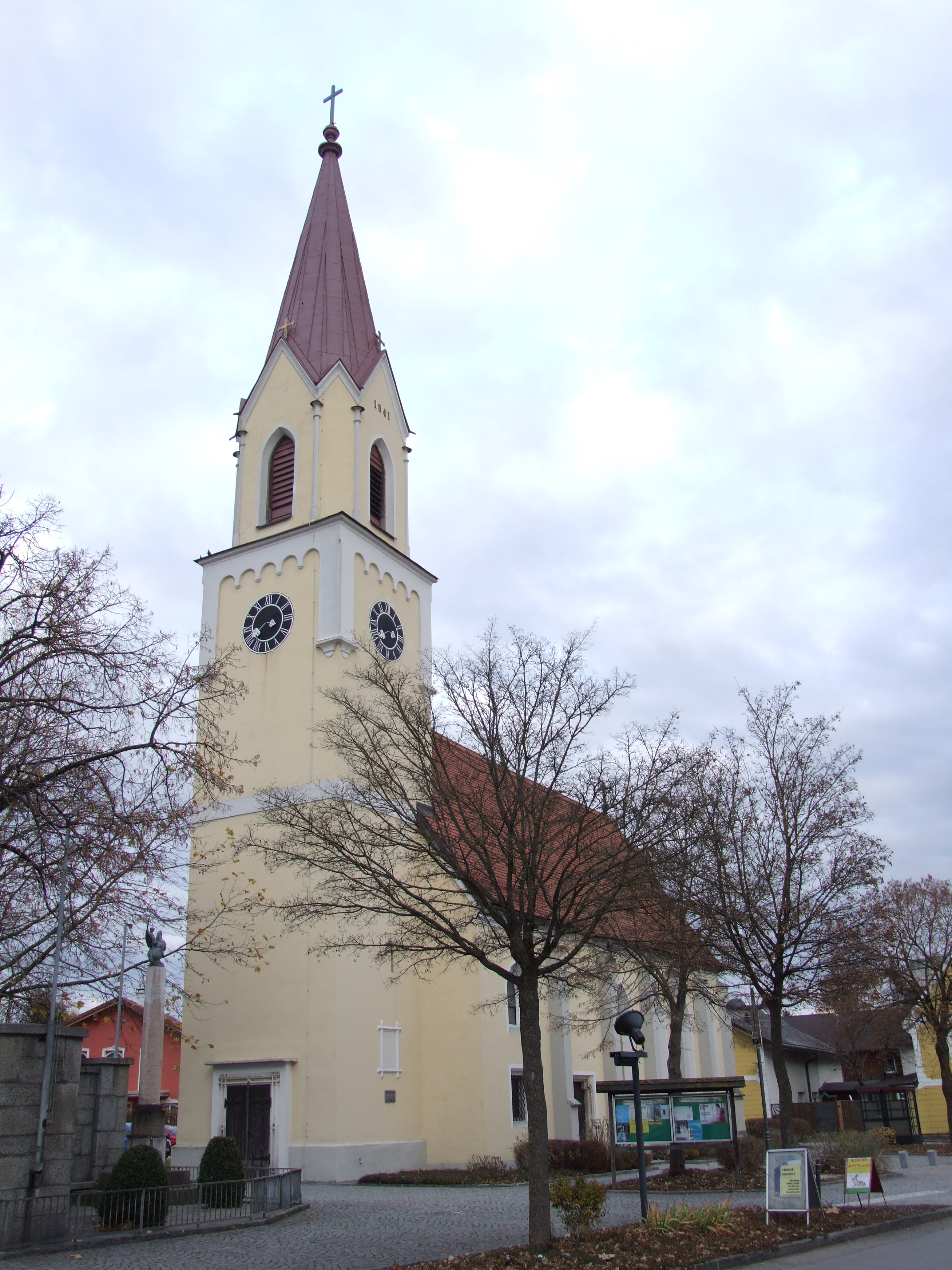
Südwestansicht der Friedhofskirche

Die Kirche hat einen Westturm mit Spitzhelm. Das Südportal ist gotisch. Das fünfjochige Kirchenschiff ist einschiffig und hat ein Kreuzrippengewölbe. Das Langschiff geht übergangslos in den Chor mit 5/8-Schluss über.

## Ausstattung
1865 ließ Pfarrer Johann Edtbauer einen neuen Hochaltar und eine neue Kanzel anfertigen. Der Taufstein stammt aus dem 17. Jahrhundert. Das Gemälde „Heilige Familie“ stammt ebenfalls aus dem 17. Jahrhundert und ist niederländisch beeinflusst.